# رار الكشمش
رَار الكشمش أو سُمِيَّة الكشمش فطر من السميات يركب الكشمش عند سطح التربة فيعطب اللحاء والشكير دون أن يتعداهما إلى الخشب. أرسوسته قبعية الشكل فارشة الحافة المنحدرة المتدلية لونها أصهب حنطي يميل إلى الجؤوة.